# Carolin Schmele
Carolin Schmele, née le 18 mai 1990, est une joueuse allemande de handball, évoluant au poste d'arrière.

## Palmarès

### En club
compétitions internationales
- vainqueur de la coupe Challenge en 2008 (avec VfL Oldenburg)

compétitions internationales
- championne de France en 2011 (avec Metz Handball)
- vainqueur de la coupe d'Allemagne en 2009 (avec VfL Oldenburg)
- vainqueur de la coupe de la Ligue en 2010 et 2011 (avec Metz Handball)